# Rhipidomys nitela
Rhipidomys nitela (Thomas, 1901) è un roditore della famiglia dei Cricetidi diffuso nell'America meridionale.

## Descrizione

### Dimensioni
Roditore di piccole dimensioni, con la lunghezza della testa e del corpo tra 103 e 119 mm, la lunghezza della coda tra 128 e 142 mm, la lunghezza del piede tra 21 e 26 mm, la lunghezza delle orecchie tra 14 e 17 mm e un peso fino a 110 g.

### Aspetto
La pelliccia è corta e soffice. Le parti dorsali variano dal bruno-grigiastro al rossastro brillante o bruno-arancione, mentre le parti ventrali sono bianco crema. Le orecchie sono relativamente grandi e scure, talvolta con una macchia posteriore scura alla loro base. I piedi sono corti e sottili con piccoli cuscinetti plantari e una macchia dorsale scura che si estende fino alla base delle dita. La coda è più lunga della testa e del corpo, è ricoperta di corti peli e termina con un ciuffo di lunghi peli. Il cariotipo è 2n=48 FN=68 o 71 e 2n=50 FN=71 o 72.

## Biologia

### Comportamento
È una specie arboricola.

### Alimentazione
Si nutre di semi.

## Distribuzione e habitat
Questa specie è diffusa negli stati brasiliani di Amapá, Amazonas, Pará e Roraima, nella Guyana francese, Guyana, Suriname e Venezuela. È inoltre presente sull'isola di Little Tobago.
Vive nelle foreste pluviali di pianura fino a 1.400 metri di altitudine.

## Conservazione
La IUCN Red List, considerato il vasto areale e la popolazione presumibilmente numerosa , classifica R.nitela come specie a rischio minimo (Least Concern).